# Kaudervælsk
Kaudervælsk betegner et gebrokkent eller på anden måde uforståeligt sprog. Oprindelig blev kaudervælsk (ty. "Kauderwelsch") brugt om det rætoromanske ("vælske") sprog, som det tales omkring Chur ("Kauer") i Schweiz.